# Giovanni Girolamo Bonesi
 (août 2025).
Giovanni Girolamo Bonesi (Bologne, 23 janvier 1653 - 28 novembre 1725) est un peintre italien baroque de l'école bolonaise.

## Biographie
D'abord élève du peintre Giovanni Maria Viani, Giovanni Bonesi poursuit sa formation auprès de Carlo Cignani dont il suivra le style dans sa propre œuvre.

## Œuvres
- Saint François de Sales agenouillé devant la Vierge, église San Marino
- Saint Thomas de Villanova faisant l'aumône aux pauvres, église  San Biagio
- Vierge à l'Enfant avec Marie-Madeleine et saint Hugues, Chartreuse de Bologne

## Sources
- (en) Cet article est partiellement ou en totalité issu de l’article de Wikipédia en anglais intitulé « Giovanni Girolamo Bonesi » (voir la liste des auteurs).